# Baroniet Brahetrolleborg
Baroniet Brahetrolleborg var et dansk baroni oprettet 2. februar 1672 for Birgitte Trolle af hovedgårdene Brahetrolleborg, Sølyst, Egneborg, Høbbet og Brændegård. Baroniet blev efter at være hjemfalden til kronen forenet med Grevskabet Reventlow 18. juli 1864.

## Besiddere af lenet
(listen er ikke komplet)
- (1672-1687) Birgitte Trolle
- (1687-1700) Frederik Corfitzen baron Trolle
- (1700-1722) Niels Corfitzen baron Trolle
- (1722-1738) Christian Ditlev greve Reventlow
- (1738-1750) Conrad Ditlev greve Reventlow
- (1750-1759) Christian Ditlev greve Reventlow
- (1759-1775) Christian Ditlev greve Reventlow
- (1775-1801) Johan Ludvig greve Reventlow
- (1801-1854) Detlev Christian Ernst greve Reventlow